# Lazare Hoche

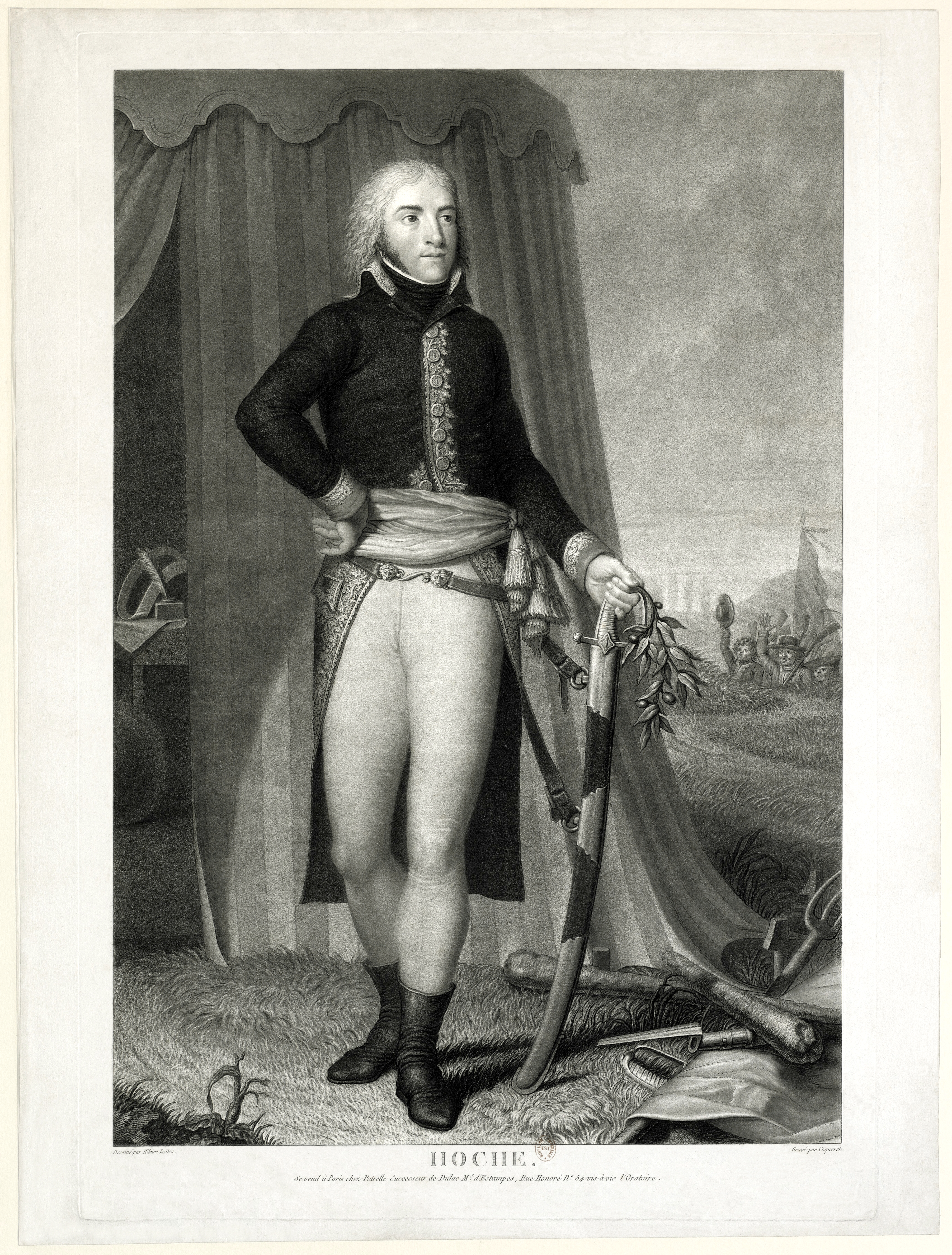
Lazare Hoche

Louis Lazare Hoche (n. 24 iunie 1768, Versailles, communauté d'agglomération Versailles Grand Parc⁠(d), Regatul Franței – d. 19 septembrie 1797, Wetzlar, Sfântul Imperiu Roman) a fost un militar francez, general remarcabil al războaielor revoluției. Având origini foarte modeste, rămâne orfan de la o vârstă fragedă și este crescut de o mătușă. Autodidact, reușește să acumuleze o educație remarcabilă, în ciuda copilăriei austere. Se înrolează ca simplu pușcaș în armata regală, încă din 1784, iar după Revoluție avansează rapid, devenind general de brigadă în 1793 și general de divizie în același an, după ce apărase Dunkerque în mod genial împotriva englezilor. Devenit comandant al armatei de pe Moselle, câștigă o serie de victorii magnifice, apoi primește comanda armatelor din Vest, reușind misiunea extrem de dificilă de a pacifica vestul Franței, unde avuseseră loc o serie de revolte regaliste. Conștient de necesitatea înfrângerii Marii Britanii, pentru a asigura securitatea Republicii franceze, Hoche concepe un plan de invazie a Irlandei, dar tentativa eșuează din cauza unei furtuni. În 1797 este numit comandant al unei armate de pe Sambre și Meuse, la comanda căreia câștigă o serie de cinci victorii importante, înainte ca pacea să fie încheiată. I se oferă ministerul de război, pe care îl refuză, înainte de a se întoarce la cartierul său general din Germania, dezgustat de intrigile politice parizine. Se îmbolnăvește de tuberculoză și moare pe 19 septembrie 1797. Numele său este înscris pe Arcul de Triumf din Paris.